# کریستین کانس
 کریستین کانس (انگلیسی: Kristine Kunce؛ زادهٔ ۳ مارس ۱۹۷۰) یک تنیس‌باز اهل استرالیا است.